# Luci Licini Lucul (cònsol 151 aC)
Luci Licini Lucul (llatí: Lucius Licinius Lucullus) va ser un magistrat romà, avi del gran general, Luci Licini Lucul. Era probablement fill de Luci Licini Lucul (edil 202 aC). Pertanyia a la família dels Licini Lucul, de la gens Licínia.
Després d'haver tingut diverses magistratures, marxà a Hispània, com el seu antecessor en el consolat Marc Claudi Marcel.

## Guerra lusitana
Després d'haver ocupat diverses magistratures, va ser nomenat cònsol el 151 aC juntament amb Aulus Postumi Albí i enviat a Hispània per substituir Marc Claudi Marcel que ja havia concertat la pau de Numància amb la tribu celtibera dels Arevacs. La guerra contra els celtibers havia esdevingut impopular a Roma i causava que fos difícil reclutar-hi un exèrcit. A més, la severitat de Lucul i del seu col·lega va irritar el poble, i fins i tot els tribuns, fins que aquests van ordenar la detenció dels cònsols i els van fer empresonar. El conflicte es va acabar amb la intervenció del jove Escipió Emilià, el qual va oferir els seus serveis i va fer reviure l'esperit militar entre els romans.
Abans d'arribar Lucul a Hispània, Marcel ja havia acabat la guerra i totes les tribus revoltades s'havien sotmès. El nou cònsol, amb ganes de glòria i de saqueig, va decidir atacar els vacceus, tribu que fins llavors no havia tingut cap relació amb els romans; va creuar el Tagus i va envair-ne els territoris sense cap autorització del senat. Atacà la ciutat de Cauca, on sospitava que s'acumulaven grans riqueses. Els pobladors van capitular, però Lucul no va respectar el pacte i ordenà una matança de tots els habitants. Moriren unes 20.000 persones i els supervivents foren esclavitzats. A mesura que avançava pel país dels Vacceus, les ciutats apareixien desertes o li tancaven les portes, com a la capital Pallantia i a la fortalesa d'Intercatia, negant-se a tractar amb ell després de córrer la veu que Lucul no respectava els pactes. La falta de queviures obligà les tropes romanes a retirar-se perseguits pels indignats vacceus. Intercatia per un temps li presentà batalla, però s'acabà sotmetent, però el tractat va haver de ser garantit per Escipió. Un atac posterior contra Pallantia fou rebutjat i, finalment, mancat de provisions, Lucul es va haver de retirar pressionat pels vacceus i tornà a creuar el Douro, establint els seus quarters d'hivern al sud de la península. Lucul va passar llavors al sud, per a socórrer el procònsol Servi Sulpici Servi Galba, derrotat pels Lusitans, novament rebels, i va hivernar a territori dels Turdetans. El 149 aC Lucul i Galba van atacar els lusitans prop de Gades, i ambdós faltaren a la paraula donada als qui se sotmetien.
De tornada a Roma (148 aC) Lucul va ser acusat, però no va ser condemnat. Galba va poder deslliurar-se de ser acusat, com pretenia Cató, gràcies al seu or.
Durant aquest període va amassar una petita fortuna tot i que la guerra contra els vacceus no fou gaire productiva i amb part dels diners recollits va construir un temple a Felicitas; per la consagració va demanar a Luci Mummi unes estàtues que aquest havia portat de Corint i quan va estar consagrat es va negar a tornar-les al·legant que havien estat consagrades a la deessa.